# River Foyle
Der River Foyle (irisch An Feabhal; dt. etwa: „Lippenmündung“) ist ein Grenzfluss in Ulster im Norden Irlands. 
Der Foyle entsteht aus dem Zusammenfluss von River Finn und Mourne bei den beiden einander gegenüberliegenden Städten Lifford im County Donegal (Republik Irland) und Strabane im County Tyrone in Nordirland. Von hier fließt der Foyle nach Derry City (NI), das er durchfließt und danach hinter Derry als Lough Foyle in den Atlantik mündet. Der Lough Foyle trennt die Halbinsel Inishowen im County Donegal vom County Derry in Nordirland.
Der Foyle ist der am schnellsten fließende Fluss seiner Größe in Europa, was die Konstruktion von Brücken schwierig macht. Der Fluss wird daher nur von insgesamt vier Brücken überquert, drei davon in Derry City, wobei die Craigavon Bridge, die südliche und älteste, die einzige Doppeldecker-Brücke für den Straßenverkehr in Europa ist. Im Juni 2011 wurde als dritte Brücke in Derry, zwischen der Foyle Bridge und der Craigavon Bridge gelegen, mit der 235 m langen und 4 m breiten Peace Bridge eine nur für Fußgänger und Radfahrer bestimmte Brücke als Verbindung zwischen den jeweils überwiegend katholischen bzw. protestantischen Wohnvierteln eröffnet. Als einzige Brücke über den River Foyle außerhalb von Derry City verbindet zwischen Lifford und Strabane, am Beginn des Foyle unter seinem Namen, die Lifford Bridge die auf dem westlichen Ufer im County Donegal bzw. auf der östlichen Flussseite im nordirischen County Tyrone liegenden Schwesterstädte.

## Sport und Fischen
Neben Kanufahren und Segeln werden auf dem Foyle im Sommer auch Wasserski und Wassermotorradfahren betrieben.
Der Foyle gilt als einer der ertragreichsten Flüsse Irlands für den Lachsfang. Die Saison für Fischfang im River Foyle dauert vom 1. April bis zum 20. Oktober.